# Socializem
Socializem (latinsko socialis - družben) označuje različne politične filozofije in družbene urediteve, ki temeljijo na skupni lastnini in upravljanjem z sredstvi proizvodnje. Ta lastnina je lahko javna, skupinska, skupna, kooperativna ali delovska. Tipi socializma se razlikujejo po vplivu tržnega gospodarstva, razporejanju surovin in strukturah upravljanja organizacij. Dve glavni vrsti predstavljata komunizem in socialna demokracija. 

## Zgodnje oblike socializma
Socialistični modeli in ideje o skupni ali deljeni lastnini so prvinske. Ideje, sicer kontroverzne ponujajo skupno ali javno lastnino celo kot element grške antične filozofije Platona in Aristotela.. V obdobju ravno po Francoski revoluciji, aktivisti in teoretiki kot François-Noël Babeuf, Étienne-Gabriel Morelly, Filippo Buonarroti in Auguste Blanqui vplivajo na zgodnja francoska delavska gibanja. V Veliki Britaniji je izstopajoči Thomas Paine, ki ponudi podroben načrt davčnih transferjev v dobro revnih v delu Agrarian Justice. Charles Hall napiše The Effects of Civilization on the People in European States na drugi strani preiskuje povezave za revščino s kapitalizmom svojega časa, kar je vplivalo na utopična dela Thomas Spence. Prva polnokrvna socialistična gibanja, oziroma delavska gibanja se pričnejo okoli 20 let 19.stoletja. Voditelja Robert Owen in Charles Fourier pa grof Henri de Saint-Simon so ponujali različne koherentne analize družbe, prve preglede družbe. Čartizem in ostala delavska gibanja so se prepletala s socialističnimi idejami in si tako nudila medsebojno oporo." Še posebej čartisti so zbrali veliko podpore delavcev za potrebe volilnih pravic, okoli tega gibanja nastajajo tudi prvi sindikati. Kasnejši pomemben socialističen mislec je Pierre Joseph Proudhon, ki je ponudil filozofije vzajemne ekonomske teorije, mutualizma. Prav tako so tudi tokovi nasprotnikov konzervativne krščanske politike, tako imenovani krščanski socialisti, velikokrat še posebej v Angliji, so vstopili iz pozicije liberalne politike in romantičnega antiindustrializma  ponudili pa mislece, kakršen je Edward Bellamy, Frederick Denison Maurice in Charles Kingsley. V Sloveniji krščanski socializem pride v javnost z križarstvom med vojnama v 20.stoletju.
Prvi zagovorniki socializma so dajali prednost izenačevanju družbenih slojev za zagotavljanje meritokracije ali tehnokratične družbe, ki se napaja iz sposobnosti njenih posameznikov. Grof Henri de Saint-Simon se šteje za prvega uporabnika izraza socializem. Saint-Simon je bil očaran s potencialom znanosti in tehnologije in je želel ponuditi podrejenim družbo enakih priložnosti, kjer ne bo nereda, ki ga povzroča kapitalizem. Drugi zgodnji socialistični misleci so se opirali na ekonomske teorije in pri tem ponujali nove ureditve.
Ključno za nastanek in idealizem socialistov je bil nered in zmeda v družbi, ki je bila posledica industrijske revolucije in delavskih gibanj povezanih z novimi priseljenci v nova, hitro razširjena industrijska mesta. Misleci so tako zagovarjali reforme in spremembe na področju delavskih pravic, zasebne lastnine in družbenih odnosov, s katerimi so bili delavci zaznamovani pred vstopom v nova delovna razmerja. Robert Owen je bil najbolj pomemben za socializem, saj je njegovo razumevanje bilo uperjeno predvsem v težave, ki jih delavec pozna iz vzgoje in ožjega okolja. Na drugi strani pa je Charles Fourier zagovarjal, da mora skupnost ponuditi posamezniku potešitev njegovih želja, tudi seksualnih izbir, strasti in konjičkov, tudi delo mora biti delavcu v veselje. Ideje so množično preiskušali v različnih skupnostih in komunah od tedaj naprej.
Zanimiva je tudi lingvistika med izrazi komunizem in socializem, ki je bila predvsem povezana z religijo. Komunizem je v katoliških državah delno tudi zaradi papeških enciklik postal izraz ateizma, v protestanski Angliji pa je bil izbran izraz socializem, saj se obhajanje svetega obhajila imenuje communion, to pa je bilo tako preveč kulturno in izrazno cerkven izraz. Friedrich Engels je leta 1848 za časa objave Komunističnega manifesta ocenil: "socializem je spoštovan na celini, medtem ko komunizem ni." Socialistični misleci pod okriljem Owena v Angliji in Fouriera v Franciji so bili spoštovani kot socialisti, delavska gibanja, ki pa so zahtevala in razglašala "nujnost po totalnih družbenih spremembah" so sebe oklicala za komuniste. 
Pariška komuna je bila mestna vlada, ki je vlada Parizu od 18.marca (bolj uradno pa od 28. marca) do 28. maja 1871. Komuna je nastala kot izraz upora v Parizu po francoskem porazu v francosko-pruski vojni. Po volitvah so izvolili svet, ki je upravljal tedaj 2 milijona meščanov Pariza. Svet je upravljal javno upravo in izvajal pomemben progresivne politike v svojem kratkem obdobju 72 dni. Tako so razglasili ločitev cerkve od države, opustitev najemnin, prepoved nočnega dela (tudi za številne pekarne), pokojnine za neporočene partnerje in otroke vojnih veteranov, vrnitev vseh zastavljenih orodij od mestnih zastavljalnic, ki so bila vredna več od 20 frankov in so bila zastavljena med obleganjem mesta. Opustili so tudi davke na dolgove in uvedli delavsko upravljanje podjetij.

## Razvoj sodobnega socializma
Sodobni socializem kot politično gibanje in kot teorija, ki se ukvarja z zakoni družbe in iskanjem rešitev njene obolelosti, nastane v francoski revoluciji s Françoisem Babeufom, ki je govoril v prid ukinitve zasebne zemljiške lastnine ter zahteval skupno potrošnjo plodov zemlje, ukinitev razlike med bogatimi in revnimi, med voditelji in vodenimi. Verjel je, da prihaja čas republike enakih (égalitaires), »za veliki gostoljubni dom (hospice), ki je odprt vsem«. 
V nasprotju z razmeroma preprosto in primitivno Babeufovo teorijo je dal Charles Fourier s svojo prvo publikacijo Teorija štirih gibanj (Théorie de Quatre Movements), objavljeno leta 1808, bolj kompleksno, bolj izdelano teorijo ter diagnozo družbe. Zanj je bil temelj razumevanja družbe človek in njegove strasti. Verjel je, da mora služiti zdrava družba ne toliko ciljem naraščajoče materialne blaginje kot bolj realizaciji osnovne človekove strasti, bratske ljubezni. Med človeškimi strastmi je poudaril posebno »metuljčkovo strast«, človekovo potrebo po spremembi, ki ustreza mnogim in različnim možnostim, prisotnim v vsakem človeškem bitju. Delo bi moralo biti veselje (»travail attrayant«) in dve uri dela na dan naj bi zadostovalo. Proti univerzalni organizaciji velikih monopolov v vseh vejah industrije je postuliral na področje produkcije in potrošnje svobodne in prostovoljne skupne združbe, kjer bi se individualizem spontano kombiniral s kolektivizmom. Samo tako bi tretja zgodovinska faza, harmonija, spodrinila dve prejšnji družbi, ki sta bili osnovani na odnosih med sužnjem in gospodarjem ter med mezdnim delavcem in podjetnikom.
Domnevno pa je bil angleški industrialec Robert Owen tisti, ki je prvi uporabil besedo »socializem« okrog leta 1830, čeprav ni povsem jasno, ali so ga javno prvi pričeli uporabljati francoski ali angleški pisci. Zagotovo pa je svoj prvotni smisel pridobil v štiridesetih letih 19. stoletja, ko so prvič z izrazom označevali novo družbeno ureditev. Omenjeni Owen, denimo, je tedaj izdal knjigo Socialism or the Rational System of Society (Socializem ali razumska ureditev družbe).
Kasneje se je razvilo več definicij pojma in so tako v dvajsetih letih 20. stoletja v Angliji našteli več kot dvesto opredelitev. Zgodovinsko gledano obstajajo velike razlike v dojemanju take družbene ureditve in tudi načina, kako to ureditev udejanjiti. 
V marskističnem poimenovanju je socializem predvsem vmesno obdobje, ki sledi kapitalističnemu načinu proizvodnje. Karl Marx in Friedrich Engels sta v Komunističnem manifestu zapisala: 
»Proletariat bo uporabil svojo politično oblast za to, da bo iztrgal buržoaziji postopoma ves kapital, da bo centraliziral vsa proizvajalna orodja v rokah države, to je v rokah proletariata, ki se je organiziral kot vladajoči razred, in da bo kar najhitreje povečal množino proizvajalnih sil... Ko bodo med razvojem izginile razredne razlike in se bo vsa proizvodnja koncentrirala v rokah združenih posameznikov, bo izgubila javna oblast politični značaj... Na mesto stare buržoazne družbe z njenimi razredi in razrednimi nasprotji bo stopila asociacija, v kateri bo svobodni razvoj vsakega posameznika pogoj za svobodni razvoj vseh.«
Razvoj zamisli o sodobnem socializmu ni mogoče razumeti ločeno od dogodkov v evropskih državah 19. stoletja, obdobja industrijske revolucije, razvoja kapitalizma in nastanka delavskega razreda, zlasti v Angliji, Nemčiji in Franciji. V drugi polovici 19. stoletja in prvi polovici 20. stoletja so se pojavile prve politične stranke, ki so v nazivu nosile naziv »socialistične«, hkrati pa je to obdobje prvih socialističnih revolucij. Mednje sodita Pariška komuna leta 1871 in Oktobrska revolucija leta 1917. Po drugi svetovni vojni se socializem kot družbena ureditev razširi v nekaterih evropskih, afriških, latinskoameriških in azijskih državah. 

## Vrste socializma
Najbolj groba delitev razlikuje med primitivnim socializmom, ki teži k popolni enakosti v družbi, in večjim sklopom teoretičnega razumevanja, ki družbeno ureditev razumejo na kompleksnejši način. Vendar je taka delitev preveč pomanjkljiva, zategadelj se je razvila delitev, ki socializme deli glede na končni cilj gibanja. Tako je mogoče ločevati med:
- religioznim socializmom, ki končne cilje išče v verstvih, še zlasti v krščanskih principih (npr. anabaptizem);
- etičnim socializmom, pri katerem so glavni moralni cilji družbeno-pravne in politično-etične narave;
- utopičnim socializmom, ki v središče postavlja cilje nujnost nastanka idelanega gibanja večne resnice in socialne pravičnosti (semkaj sodijo: Robert Owen, Saint-Simon in drugi);
- reformiranim socializmom, ki zagovarja stališče postopnih socialnih reform in menjavo nekaterih pravnih institucij (npr. Eduard Bernstein);
- državnim socializmom, ki zaupa intervenciji države, njeni socialni zakonodaji in podržavljanju (Fichte, Ferdinand Lassalle); v današnjem svetu dominantna usmeritev socializma
- znanstvenim socializmom, katerega srčiko predstavljajo demokratični in humani odnosi v družbi (Karl Marx, Friedrich Engels, Lenin).

Sodobna politološka znanost pozna še drugačne delitve, med katere sodi delitev po državah ali regijah. Tako je mogoče govoriti o kitajskem, kubanskem, sovjetskem, latinskoameriškem, jugoslovanskem in podobnih socializmih.

## Jugoslovanski socializem
Družbena ureditev Socialistične federativne republike Jugoslavije je sledila načelom znanstvenega socializma, vendar v smeri, ki se je razlikovala od drugih obstoječih socialističnih držav. V njem je bilo uveljavljeno načelo delavskega in družbenega samoupravljanja, spričo tega je bila ta oblika drugačna od stalinističnega razumevanja, ki je temeljilo na vsemogočnosti države. Razloge za drugačen razvoj je iskati v samostojni poti Jugoslavije po letu 1948, po resoluciji Kominforma.
Deklarativno je jugoslovanski socializem nadaljeval v smeri razvoja neposredne demokracije, v okviru česar gre razumeti uveljavitev delavskega samoupravljanja, ki je postal bistven del jugoslovanskega socializma, delegatskega sistema in politike neuvrščenosti kot oblike aktivne miroljubne koeksistence med državami različnih političnih ureditev in stopnje razvoja. V času obstoja je ta socializem doživel vrsto sprememb in reform, obdobje pa je zaključeno z razpadom komunističnih režimov drugod po svetu in z vzponom nacionalističnih in liberalnodemokratičnih gibanj v jugoslovanskih republikah. Njegov konec je mogoče umestiti med letoma 1989 in 1991. 